# Untertheres
Untertheres ist ein Gemeindeteil der Gemeinde Theres im unterfränkischen Landkreis Haßberge in Bayern.

## Geographische Lage
Das Pfarrdorf Untertheres liegt westlich von Theres an der B 26, über die es westwärts mit Ottendorf und ostwärts mit Theres und Obertheres verbunden ist. Südlich von Untertheres verläuft in Ost-West-Richtung die A 70. Durch Untertheres führt der Fränkische Marienweg.

## Geschichte
Die erste bekannte Nennung der Frühsiedlung von Untertheres, die unter dem Schutz der Wachburg „Tharissa“ stand, erfolgte im Jahr 889. Die Unterscheidung zwischen Untertheres und Obertheres erfolgte wohl in der Stauferzeit in einem Besitzstreit zwischen dem Kloster Theres und der Gemeinde Niederntheres im Jahr 1240, der zugunsten des Klosters ausging. Die offizielle Unterscheidung zwischen beiden Orten begann im Jahr 1348.
In der Ortsmitte, an der früher sehr wichtigen, parallel zum Main verlaufenden Handelsstraße gelegen, steht die katholische Pfarrkirche St. Kilian. Abt Gregor II. Fuchs (reg. 1715–1755) ließ diese in den Jahren 1728 bis 1730 als repräsentative barocke Einturmfassadenkirche errichten. Bereits viele Jahre vorher hatte er die Pläne beim seinerzeitigen Hochfürstlich Würzburgischen Stadt- und Landbaumeister Joseph Greissing anfertigen lassen, der auch die Thereser Abteikirche entworfen hatte.
Am 1. Mai 1978 wurde Untertheres im Rahmen der Gebietsreform in Bayern Gemeindeteil von Theres.
Siehe auch: Liste der Baudenkmale in Untertheres